# Чунда (Марвар)
Чунда  (гінді राणा लाखा; д/н — 1428) — рао Мандору в 1384—1428 роках.

## Життєпис
Походив з раджпутського клану Ратхор, який перебував під зверхністю клану Содха, правителів князівства Амаркат. Онук рао Трігувана, який як і його попередники брав участь у війнах проти Делійського султанату. Син Вірамдева, що загинув у війні проти джатського клану джохій. Чунді надав притулок Чаран на ім'я Алхаджі Бархат, який виростив його у своєму будинку в селі Калау. Після дорослішання отримав коня та озброєння, з яким з'явився до стрийка — Маллінатха, рао Палі. Отримав від останнього володіння Салаварі. 1384 року спадкував Палі.
Протягом майже 10 років брав участь у війнах проти сусідніх невеличких раджпутських князівств, здобувши собі поваги та розширивши володіння. 1392 року оженився на представниці династії Гуджара-Пратіхарів (з гілки Гарічандра), володарів Медантаки. Отримав як посаг Манданв'япуру, який перейменував в Мандор, а також 1 тис. сіл.
1394 або 1395 року зіткнувся з вторгненням Музаффар-хана, маліка (намісника) гуджарату, якому вміло чинив спротив, але зрештою погодився визнати влади делійського султана Мухаммад-шаха III. 1399 року після захоплення Делі чагатайським еміром Тимуром відновив незалежність. За цим захопив міста Самбхар, Дідвана, Хата та Аджмер, а потім завдав поразки братові Джай Сінґху, захопивши Фалоді й Дганоп. Разом з тим завдяки родинним зв'язкам з династією Раштракутів (її гілка панувала в частині Радажстану), зумів зайняти більшу частину князівства Хастікунді (Гатхунді), яка вже на той час була відома як Марвар. З цього часу неофіційно також звався князем Марвару.
На початку 1400-х років уклав політичний союз з Лакга Сінґхом, магараною Мевару, закріпивши його шлюбом своєї доньки з цим володарем. 1408 року зайняв важливе місто Нагаур, куди вирішив перенести столицю. В наступні роки вів запеклу боротьбу проти Шамс-хана Дандані з Гуджаратського султанату, що намагався відвоювати Нагаур.
1421 року після смерті Лакга Сінґха вирішив боротися за гегемонію в Раджастані. Цьому сприяло те, що його син Ранмал став регентом і фактичним правителем при малолітньому меварському магарані Мокал Сінґху. У відповідь Хізр Хан, намісник Мултану, сформував коаліцію, до якої увійшли князівства Пугал і Джанглу. 1422 року зазнав поразки в битві біля Нагауру, відступив до Мандору. Втім продовжив боротьбу, але 1428 року зазнав поразки від делійського війська на чолі із Фіруз-ханом Хокар, загинувши в битві. Владу перебрав син Канха.